# سیارک ۲۴۲۷۰
سیارک ۲۴۲۷۰ (به انگلیسی: 24270 Dougskinner، نامگذاری:1999XD158) بیست و چهار هزار و دویست و هفتادمین سیارک کشف شده‌است که در ۸ دسامبر ۱۹۹۹ کشف شد.
قدر مطلق سیارک برابر ۲۰.۴ است.